# Гексафторогерманат магния
Гексафторогерманат магния — неорганическое соединение,
комплексный фторид магния и германия с формулой Mg[GeF6],
кристаллы,
растворяется в воде,
образует кристаллогидраты.

## Физические свойства
Гексафторогерманат магния образует кристаллы
Растворяется в воде.
Образует кристаллогидраты состава Mg[GeF6]•H2O.

## Применение
- Активированный марганцем (прокаливание смеси MgO, MgF2, GeO2, MnCO3 при 1100°С) — основа люминофора для ртутных ламп.